# 41ª Japan Record Awards
La 41ª Anual Japan Record Awards tuvo lugar el 31 de diciembre de 1999, a partir de las 18:30 JST. Las ceremonias principales fueron televisados en Japón en TBS.

## Ganadores de Premios
- Premio de grabación:
  - GLAY for "Winter, again"
- Mejor Vocalista:
  - Hiromi Go
- Mejor Artista Nuevo:
  - Amika Hattan
- Mejor Álbum:
  - Hikaru Utada for "First Love"
- Premio Especial:
  - Okasan to Issho for "Dango 3 Kyodai"